# Střelba v Uherském Brodě
Střelba v Uherském Brodě byl útok aktivního střelce, který se odehrál 24. února 2015 od 12.30 hodin středoevropského času v restauraci Družba v Uherském Brodě ve Zlínském kraji v Česku. Třiašedesátiletý místní obyvatel Zdeněk Kovář zastřelil osm osob a jednu těžce zranil; po necelých dvou hodinách od masakru spáchal při následném policejním zásahu sebevraždu. Mezitím telefonicky hovořil s redaktorem zpravodajství televizní stanice Prima, kterému si stěžoval na ubližování, šikanu a lhostejnost úřadů. Policejní prezident Tomáš Tuhý v reakci na událost uvedl, že policie se s takovým případem v historii ještě nesetkala. Ve své době šlo o druhou největší masovou vraždu v dějinách České republiky (v podobném rozsahu přitom vraždila ještě Olga Hepnarová) a podle některých médií byl den masakru nejčernějším dnem v historii města.
Střelba v Uherském Brodě je jedním ze čtyř případů masové střelby (tj. 4 a více obětí) v moderní historii ČR, vedle střelby v Petřvaldu v roce 2009, střelby ve Fakultní nemocnici Ostrava v roce 2019 a střelby na filozofické fakultě v Praze v roce 2023.

## Průběh události
Pachatel vešel ve 12.30 do restaurace, která se nachází v prvním patře víceúčelové budovy čp. 2066 u Slováckého náměstí. Na schodech jej v tu dobu předběhl host Petr Gabriel, který jej popsal jako staršího, prošedivělého člověka v modré bundě. Host mířil na záchod, kde poté, co slyšel střelbu, zůstal ještě několik hodin, díky čemuž přežil. Pachatel po vstupu do sálu se dvěma nabitými krátkými střelnými zbraněmi (samonabíjecí pistole CZ 75B a revolver Alfa vzor 820) začal okamžitě a bez varování střílet. Ve 12.38 obdržela policie první oznámení o střelbě, a to od mladíka, kterému se podařilo za pomoci personálu uniknout zadním vchodem. Ve 12.47 operační důstojník předal informaci dále. Podle jiných policejních informací ve 12.47 již policejní hlídka dorazila na místo.
Střelbu údajně nahlásil Vlastimil Šmíd, ředitel Centra plaveckých aktivit Delfín, které je vedle restaurace. V něm se ukryli čtyři vyděšení lidé, kteří z restaurace unikli zadním vchodem, který jim personál odemkl. Plavecké centrum bylo poté na pokyn policie uzavřeno. Majitel restaurace Pavel Karlík rovněž unikl zadním vchodem s hosty.
Ve 12.50 dorazila dvoučlenná hlídka místního obvodního policejního oddělení v neprůstřelných vestách, která postupovala po schodišti směrem do restaurace. Když se dostali se zbraněmi v rukou do prostoru dveří, pachatel po nich z protilehlého rohu místnosti z úkrytu za barovým pultem začal také střílet. Hlídka viděla v restauraci plno různě sedících a ležících lidí, ale nedokázala rozeznat, zda jsou zranění nebo mrtví. Policisté použili zákonné výzvy a když pachatel nereagoval, zvažovali použití zbraní. Situaci vyhodnotila tak, že je nutné volat posily, proto se z restaurace stáhla.
Ve 12.56 útočník volal na linku Krimi zpráv televize Prima, představil se jménem a příjmením a postěžoval si na své problémy a oznámil, že situaci bere do vlastních rukou, má pistoli, rukojmí a zařídí se po svém, přičemž uvedl jméno náměstí, ale odmítl sdělit i jméno restaurace. Redaktor Pavel Lebduška, bývalý policista, se snažil telefonát prodlužovat (trval asi 4 minuty, přičemž v pozadí nebylo slyšet žádné ruchy) a bezprostředně vzápětí volal na linku 158. Policie mu oznámila, že na místo vyšle dvě hlídky, aby situaci prověřily. Policie později médiím odmítla upřesnit, kdy volání od redaktora přijala. Podle prvotních zpráv měl pachatel do redakce volat ještě před útokem, což však ministr vnitra později zpochybnil. Později podle iDnes.cz ministr vnitra tvrdil, že pachatel volal do televize Prima až poté, co zastřelil 8 lidí.
Po 13.00 hod. dorazila policejní zásahová jednotka a policejní vyjednavač. Tomu se podařilo s pachatelem telefonicky spojit. Pachatel vyjednavači lhal, že jsou uvnitř všichni ještě živí. Po neúspěšném vyjednávání zásahová jednotka do restaurace vtrhla. Do akce byly zapojeny desítky policistů.
Ve 14.16, kdy ještě byla restaurace obklíčena a policie neměla situaci pod kontrolou, starosta Uherského Brodu živě ve vysílání ČT24 uvedl, že podle informací jeho asistentky se v objektu nachází její manžel. Ministr Milan Chovanec starostu později obvinil z ohrožení bezpečnosti skrývajícího se muže.
Ve 14.23 zásahová jednotka vnikla do restaurace a vzápětí zjistila, že se útočník během akce zastřelil.
Kolem 15.30 ministr vnitra veřejně oznámil, že má informaci o 8 mrtvých a že zemřel i pachatel. Podle tvrzení starosty se pachatel sám zastřelil, což policie ani státní zástupce nekomentovali. Zabito bylo 7 mužů ve věku 27 až 66 let a žena ve věku 43 let, o které se později psalo jako o servírce. Oběti byly střeleny převážně do hlavy, což ztížilo jejich identifikaci. Jedna žena, účetní restaurace, která však do restaurace nepřišla pracovně, ale na oběd, byla převezena do nemocnice ve vážném zdravotním stavu se střelnými poraněními hrudníku. Starosta uvedl, že podle velitele zásahu padlo při pachatelově palbě až 25 ran. Pachatel tak musel během střelby dobíjet a měnit zásobník.
Na místo činu ještě téhož dne v 17.37 dorazili ministr Milan Chovanec i policejní prezident Tomáš Tuhý. Během policejního zásahu byl od 13.50 do 16.32 hodin také zastaven provoz na blízké železniční trati.
Policie u nedalekého sídliště Olšava obklíčila řadový starý a neudržovaný domek, kde pachatel se svou ženou bydleli. Žena se v bytě zabarikádovala a odmítla otevřít, dokud se nevrátí její partner. Policie nechala v celé ulici odpojit přívod elektrického proudu (již kolem 20. hodiny byl celý blok potmě) a ve 23.00 hodin do bytu během několika desítek sekund bez střelby za použití motorové pily a za podpory hasičů vtrhla a asi po 20 minutách z domu vyvedla viditelně zdrcenou pachatelovu ženu, kterou následně předala do péče psychiatrické nemocnice, kde ovšem nebyla v režimu zadržení. Sanitka se ženou odjela od jejího domu asi ve 23.50, policejní zásahová jednotka již dříve.
Jedná se o jednu z 6 masových vražd s použitím palné zbraně na území ČR od roku 1980 (předchozí se staly v letech 1980: střelba v motorestu Kadrnožka, 1989: v Kladně, 2009: v Petřvaldu, 2019: střelba ve Fakultní nemocnici Ostrava a 2023: střelba na Filozofické fakultě Univerzity Karlovy) a první masovou vraždu legálně drženou soukromou zbraní podle porevolučních zákonů.[zdroj⁠?!]

## Pachatel
Pachatel, třiaašedesátiletý Zdeněk Kovář, bydlel se svou manželkou Jarmilou Kovářovou v řadovém domku na nedalekém sídlišti Olšava. Dříve pracoval jako elektrikář, naposledy pracoval u firmy na zpracování dřeva, v období před činem byl asi 10 let nezaměstnaný.
Dosud byl trestně bezúhonný. Podle místního policisty byl pachatel spolu se svou ženou opakovaně „řešen“ pro páchání přestupků proti veřejnému pořádku. Od místních obyvatel iDnes.cz zjistila, že oba manželé byli „psychicky labilní“. Žena často nesmyslně až nepříčetně celé hodiny vykřikovala z okna na ulici, jindy zase plivala na svatebčany z okna, křičela, že je sledovaná z vesmíru, jednomu důchodci nadávala kvůli jeho psovi, že prý znečišťuje ovzduší. Sprostě řvala na ostatní, že ona byla slušně vychovaná, ne jako dnešní mládež, která je plná feťáků. Vědělo se, že rodina má doma zbraně, a žena prý někdy z okna řvala, že všechny zabije. Idnes.cz uvedla, že muž se podle oficiálních informací s žádnou psychickou nemocí neléčil, podle jiných informací iDnes na psychiatrii docházel, manželka se léčila se schizofrenií, přičemž podle obyvatel občas nebrala léky nebo vypila nějaký alkohol, a pak bylo její chování ještě horší. Ani starosta města Uherský Brod, ani státní zástupce nepotvrdili nepříčetnost, nebo jakékoliv problémy tohoto manželského páru s policií.
Muž byl podle iDnes.cz podle jedné z jeho sousedek „divný a pořád zalezlý doma“. Jiný soused podle Novinek.cz řekl, že i on se choval jako psychopat a mnohdy nabádal ženu, aby se chovala nepříčetně a řádila na ulici. Tento soused s ním dříve pracoval a uvedl, že to vždycky byl uzavřený člověk, ale dřív se s ním dalo vyjít, zatímco v poslední době se jim oběma lidé vyhýbali obloukem. Podle jiných sousedů ho místní prý občas viděli vybírat popelnice a měli ho spíše za neškodného blázna, který se v minulosti nikdy neprojevoval jako agresivní člověk. Nosil prý takovou legrační, jakoby trpasličí čepici do špice, ale jinak byl oblékaný slušně a nebyl to žádný vagabund.
Lidé údajně připravovali petici, aby úřady s touto rodinou něco dělaly, ale nakonec ji pravděpodobně ani neposlali, protože se báli.
Psycholog Jiří Jelen pro iDnes uvedl domněnku, že pachatel byl asociálním člověkem, ve kterém agrese postupně zesilovala, což okolí nemuselo vůbec pozorovat, a pak stačila i banální záminka k tomu, aby svůj vražedný plán uskutečnil. Psycholog Daniel Štrobl iDnesu vysvětlil, že „tito šílenci“ často jednají z enormního pocitu bezmoci, který si potřebují kompenzovat naopak obrovskou mocí, jejímž výrazem je právě střelba do lidí. IDnes.cz připomněla, že podobná nenávist a pocit křivdy vůči společnosti motivovala k pomstě i Olgu Hepnarovou, která v roce 1973 usmrtila 8 lidí nákladním automobilem.
Střelec byl držitelem platného zbrojního průkazu a obě použité zbraně vlastnil a legálně držel. Podle krajského ředitele Policie ČR Jaromíra Tkadlečka muž splňoval všechny podmínky pro to, aby zbrojní průkaz i zbraně vlastnil, a do dne útoku nebyl zákonný důvod, aby mu zbraně byly odebrány nebo aby byla uplatněna jiná sankce podle zákona o zbraních a střelivu. Jeho otec podle některých informací dříve pracoval v České zbrojovce Uherský Brod.

## Oběti
Ještě 26. února 2015 policie ani nikdo jiný nepodal veřejnosti zprávu, kdo byl během tohoto masakru zastřelen, ačkoliv na veřejnost pronikla jména zavražděné servírky a dvou uherskobrodských důchodců.
Za zastřelené se 3. března v uherskobrodském kostele Neposkvrněného početí Panny Marie konala ekumenická bohoslužba.
K uctění jejich památky se ve čtvrtek 5. března v poledne rozezněly sirény, kvůli čemuž byla předchozí den zrušena pravidelná zkouška sirén.

## Ohlasy
O útoku informovala i přední světová média včetně zpravodajského kanálu CNN.
Ministr Milan Chovanec bezprostředně po zákroku oznámil, že nešlo o teroristický čin, a naznačil možné omezení počtu zbrojních průkazů. Podle něj útoku nešlo zabránit a dorazivší hlídka, která proti pachateli přímo nezasáhla a stáhla se, podle něj pachateli znemožnila, aby se pohyboval po městě.
Starosta Uherského Brodu Patrik Kunčar bezprostředně po policejním zásahu sdělil médiím, že masakr má na svědomí psychicky nemocný muž a že chyba je v systému a tady jsme to s demokracií trochu přehnali, protože pokud je psychicky nemocný člověk nebezpečný pro své okolí, měl by být pod lékařským dohledem a ne v ulicích.
Premiér Bohuslav Sobotka ze své zahraniční cesty sdělil, že je šokován, a vyjádřil hlubokou lítost a upřímnou soustrast rodinám a příbuzným obětí. Mluvčí prezidenta Miloše Zemana Jiří Ovčáček uvedl na Twitteru, že pan prezident vyslovuje hlubokou soustrast rodinám a blízkým obětí střelby a že útok pana prezidenta šokoval. Na pátek 27. února si prezident naplánoval položit v Uherském Brodě květinu. Německá kancléřka Angela Merkelová napsala v telegramu českému premiérovi, že ji naplňuje hlubokým smutkem, když se lidé stávají oběťmi nevybíravého násilí, a vyjádřila jemu i lidem v Česku upřímnou soustrast.
Druhý den po masakru, 25. února od 10 hodin, se na pietním shromáždění u restaurace sešly dvě až tři stovky lidí, kteří za mírného deště dvě místa před budovou zaplavili spoustou položených svíček. Účast na pietním aktu potvrdili radní Uherského Brodu i celé vedení partnerského slovenského města Nové Mesto nad Váhom v čele s primátorem Jozefem Trstenským.
Zastupitelstvo města Uherský Brod druhý den po masakru na svém plánovaném pravidelném zasedání vyčlenilo z městského rozpočtu půl milionu korun pro poskytnutí finanční výpomoci pozůstalým po obětech úterní střelby a vyhlásilo pro tentýž účel též veřejnou sbírku.
Partnerská města Havlíčkův Brod, Železný Brod, Český Brod a Vyšší Brod vyvěsila na 25. a 26. února černou vlajku a poslala několik desítek tisíc korun do sbírky pro pozůstalé.
Ministerstvo vnitra den po události naznačilo, že chce zefektivnit fungování zákona o zbraních v oblasti ověřování zdravotní způsobilosti a následků jejího pozbytí. Jedním z uvažovaných opatření by bylo umožnit lékařům včetně specialistů přímý přístup do Centrálního registru zbraní, který byl spuštěn 1. července 2014.
Jeden z hostů, kterým se během střelby podařilo z restaurace uniknout, Jiří Nesázal, byl za záchranu několika lidí před střelcem vyznamenán Cenou Michala Velíška za rok 2015. Dne 28. října 2016 prezident Miloš Zeman udělil Jiřímu Nesázalovi Medaili Za hrdinství za projev občanské statečnosti při útoku.

### Památník střelby v Uherském Brodě
Poblíž místa tragické události byl vybudován Památník střelby v Uherském Brodě.